# Escadrille 80
Escadrille 80 (intitulé Going Solo dans version originale en anglais) est un récit autobiographique de l'écrivain britannique Roald Dahl publié en mai 1986. Il fait suite à Moi, Boy (en anglais : Boy: Tales of Childhood) qui évoque l'enfance de Roald Dahl et s'achève lorsque celui-ci est engagé par la Shell. 
Le début du livre raconte sa vie au Tanganyika, aujourd'hui la Tanzanie, où il travaille pour une compagnie pétrolière. Quand la Seconde Guerre mondiale éclate, il s'engage dans la Royal Air Force (RAF) et devient pilote de chasse. Il combat dans l'escadrille 80 en Grèce et au Proche-Orient. Le livre s'achève sur son retour en Grande-Bretagne, causé par un accident survenu deux ans auparavant aux commandes d'un Gloster Gladiator l'empêchant de piloter plus longtemps.
Témoignage d'une époque disparue, celle de l'empire colonial britannique, ce livre donne à voir une suite de portraits ironiques des « bâtisseurs d'empire » avec leurs petites manies (comme le couple faisant son jogging matinal dans le plus simple appareil sur les ponts du vieux paquebot qui emmène Dahl en Afrique) ainsi que la vie d'un colon blanc au Tanganyika à la fin des années 1940. S'ensuivent un aperçu de l'improvisation militaire britannique au début de la Seconde Guerre mondiale, la campagne d'Égypte contre l'Afrikakorps et les Italiens du général Rodolfo Graziani, puis la déroute de la campagne de Grèce où la RAF était numériquement en infériorité, et enfin la campagne de Syrie contre les Français du régime de Vichy.
Roald Dahl, qui eut à la fois beaucoup de chance et de talent pour se sortir vivant de ces épisodes guerriers n'a pas été abattu par l'action ennemie mais a été accidenté au cours d'un atterrissage forcé dans le désert à la suite d'instructions de vol erronées et a failli rester aveugle. Le récit de sa rééducation à l'hôpital d'Alexandrie est un des moments les plus poignants du livre Escadrille 80 de Roald Dahl.